# 弦月

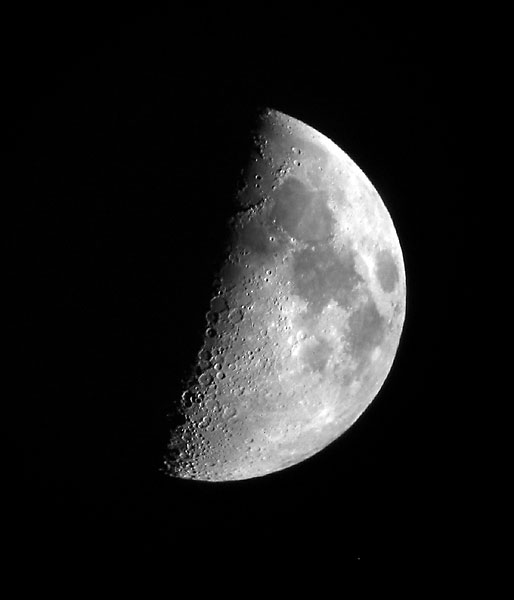
上弦の月

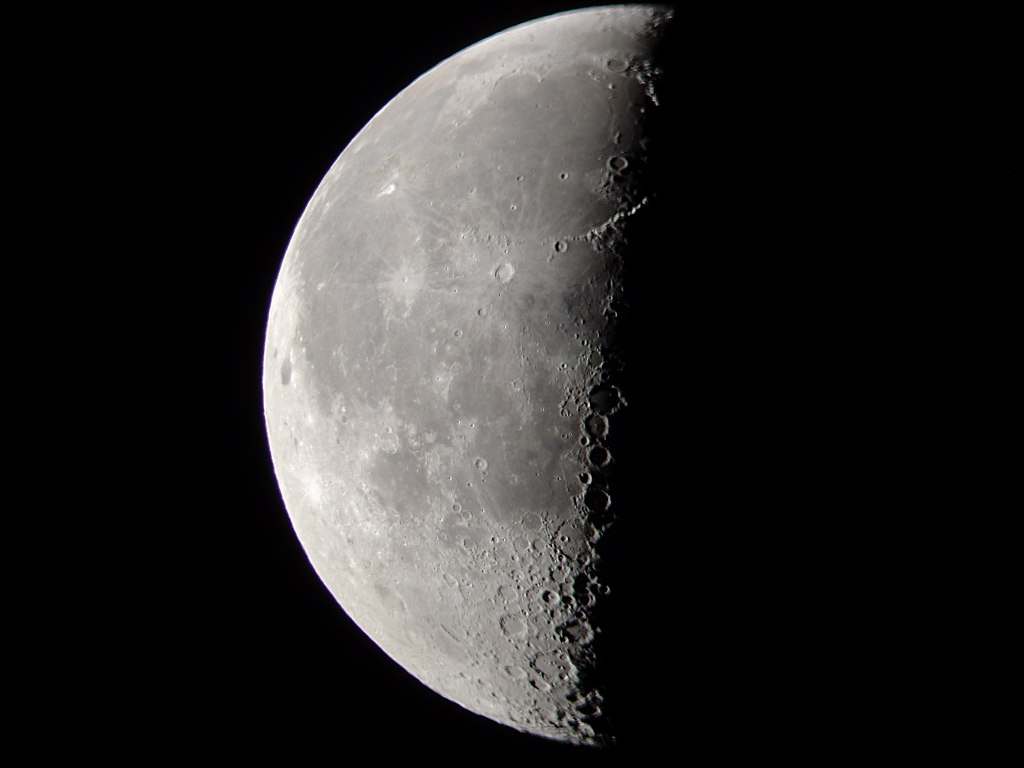
下弦の月

月の公転

弦月（げんげつ）は、半月（はんげつ）の文学的な表現である。月齢は平均7.38日と21.15日となる。月の表のうち半分が明るく輝いているため、半月という。

## 上弦と下弦
出現時期により、新月から次の新月までの1朔望月（約１ヶ月間）の中で弦月（半月）は2回あり、最初に半月となる1つ目（月相7、右図で太陽-地球-月(3)とで成す角度が90度）を上弦の月（じょうげんのつき）、上弦月（じょうげんげつ）または単に上弦（じょうげん）と表現し、次に半月となる2つ目（月相21、右図で太陽-地球-月(7)とで成す角度が270度）を下弦の月（かげんのつき）、下弦月（かげんげつ）、または単に下弦（かげん）と表現する。これらの「上」「下」は、月相における順序が先・後であることを意味し、1か月を3旬に分けたときの上旬・（中旬）・下旬と同様の用法である。なお月の運行に基づいた太陰太陽暦（および太陰暦）では、上弦の月は上旬、下弦の月は下旬に現れる。
上弦の月の運行は太陽に6時間遅れていて、12時にのぼり24時に沈む。そのため夕方や夜浅くに見やすい。下弦の月は6時間進んでいて、0時にのぼり12時に沈む。そのため深夜過ぎや未明に見やすい。夜浅くに西の空に見える上弦の月は、弦の部分が上に見える。午前中に西の空に見える下弦の月は、弦の部分が下に見える。上弦で輝いているのは、月の後方半球（公転運動の後ろ側）、東半球、北を上にしたときの右半分である。下弦で輝いているのは、前方半球（公転運動の前方側）、西半球、北を上にしたときの左半分である。輝いている部分の面積は同じだが、月の海と月の陸の配置により、上弦のほうがわずかに明るい。
また、西の地平線に対して、弦を上にして沈む月を上弦、下にして沈む月を下弦とする説がある。同じ月相の月でも、昇った直後と沈む直前とでは上下がほぼ逆になる。ただし、深夜と早朝を除く通常の生活時間帯に見える月の形は、上弦の月（18〜24時）の弦は上にあり、下弦の月（6〜12時）の弦は下にある。

## 呼び名

### 季語・雅語
弦月の名は、輝いている半円部分を、弓とそれに張った弦になぞらえたもので、弓張月（ゆみはりづき）、弓張（ゆみはり）ともいう。弦月とだけ書いて「ゆみはり」と訓読みすることもある。他に、恒月（こうげつ）、破月（はげつ）、片割月（かたわれづき）などとも。これらは基本的に、月にまつわる他の語と同様、秋の季語である。

### 英語
英語でも、日本語での半月同様、一般的には half moon（または half-moon）というが、月相に基づく天文学用語としては quarter moon という。上弦の月は first quarter moon で、下弦の月は last quarter moon （または third quarter moon）である。